# Makilo
Makilo (finska: Mäkiluoto) är ett skär med kustfort i Kyrkslätt kommun sex kilometer sydsydväst om Porkala udd. Öns area är 0,75 kvadratkilometer. Ön är strategiskt belägen vid Finska vikens smalaste ställe. Makilo ingick i Porkalaområdet som arrenderades till Sovjetunionen 1944–1956.

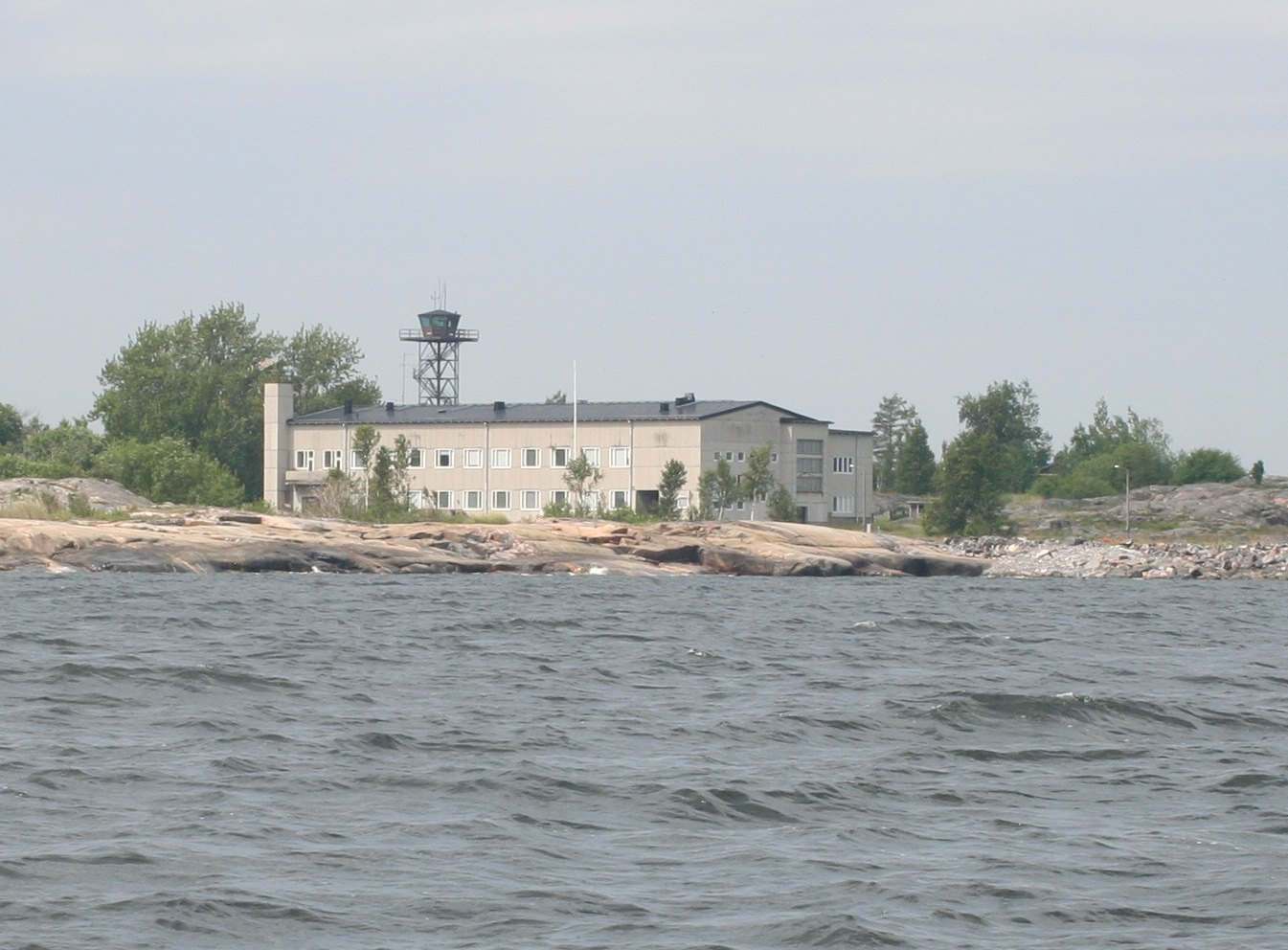
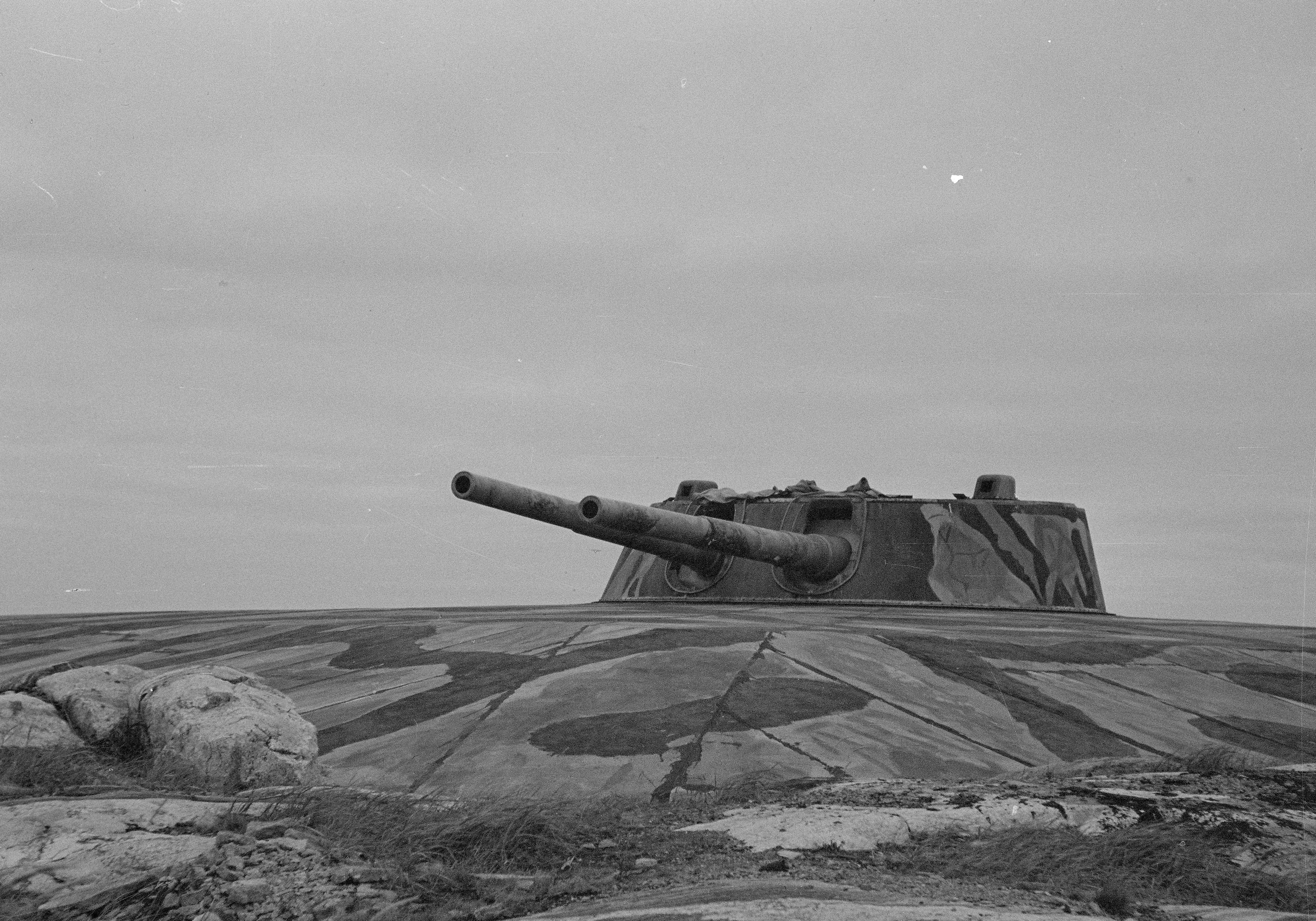
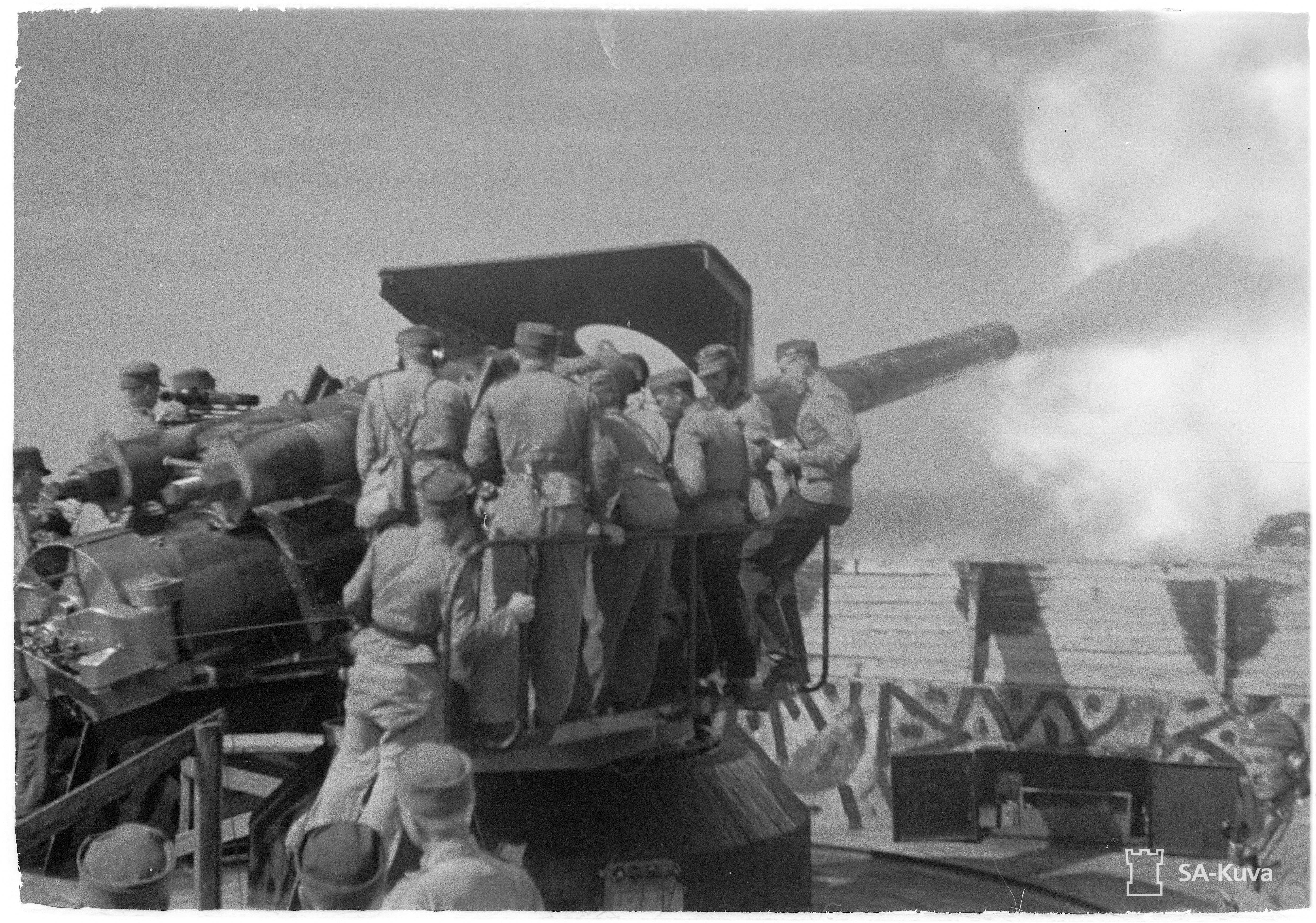